# Laurence Equilbey

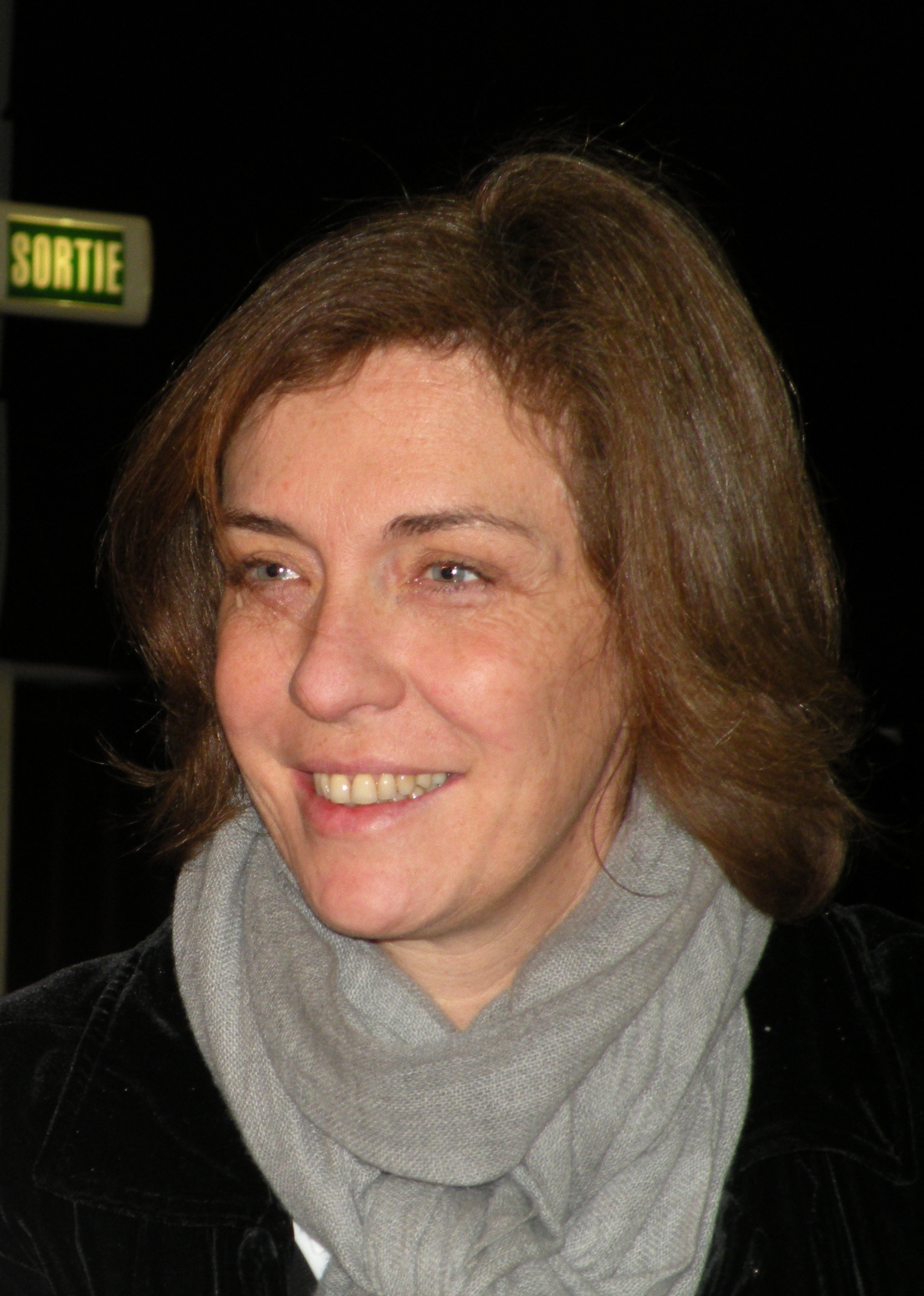
Laurence Equilbey

Laurence Equilbey (* 6. März 1962 in Paris) ist eine französische Dirigentin und Chorleiterin.

## Leben und Wirken
Equilbey verbrachte ihre Kindheit in Freiburg i. Br., wo ihr Vater als Offizier der französischen Streitkräfte stationiert war. Mit elf Jahren wechselte sie in ein Internat für Mädchen in Paris. Danach studierte sie am Pariser Konservatorium und anschließend in Wien, unter anderem bei Nikolaus Harnoncourt. In Stockholm studierte sie weiterhin bei dem Chorleiter Eric Ericson und bei Jorma Panula, abschließend studierte sie unter Colin Metters in London.
1991 gründete sie in Paris den Kammerchor Accentus, mit dem sie beim Publikum mit einem Repertoire, welches von A-cappella-Musik aus dem 18. Jahrhundert bis hin zu zeitgenössischer Musik reicht, großen Erfolg hatte. Für Oratorien und Opernaufführungen arbeitete sie mit zahlreichen Orchestern zusammen. Zu ihren bevorzugten Partnern zählen das Orchestre de Chambre de Paris und das Orchester der Oper von Rouen. Zu den Orchestern und Chören aus dem deutschen Sprachraum, die unter ihrer Leitung auftraten, zählen das Concerto Köln, die Akademie für Alte Musik Berlin sowie der RIAS Kammerchor. Die Camerata Salzburg dirigierte sie erstmals im Juli 2012, anlässlich ihres Debüts bei den Salzburger Festspielen, neben anderen Werken stand die Uraufführung von Infin che 'l mar fu sovra noi richiuso des österreichischen Komponisten Johannes Maria Staud auf dem Programm.
2012 gründete sie, um ihren eigenen Ansprüchen besser gerecht zu werden, das Insula Orchestra, welches bei Bedarf auf dem jeweils erforderlichen historischen Instrumentarium spielt.

## Auszeichnungen
Für ihre Verdienste erhielt sie zahlreiche Auszeichnungen, darunter
- 2008: Ritter der Ehrenlegion
- 2008: den schwedischen Nordstern-Orden
- 2011: Offizier Ordre national du Mérite
- 2012: Commandeur de l’Ordre des Arts et des Lettres
- 2017: Offizier der Ehrenlegion

## Diskografie (Auswahl)
- 1999: Poulenc: Œuvres sacrées (Label, Universal Music Classics and Jazz)
- 2006: „Transcriptions“  (Label, Naïve)
- 2006: „Transcriptions 2“  (Label, Naïve)
- 2007: Brahms, Schumann: A cappella choruses (Label, Virgin)
- 2008: Franz Liszt: Via Crucis (Label, Naïve)
- 2008: Antonín Dvořák: Stabat Mater (Label, Naïve)
- 2008: Gabriel Fauré: Requiem (Label, Naïve)
- 2011: „Transcriptions Accentus“ (Label, Naïve)
- 2011: Philippe Manoury: Inharmonies (Label, Naïve)
- 2012: Mendelssohn: Christus; Cantates Chorales  (Label, Naïve)
- 2012: Fauré, Dusapin, Brahms: Requiem(s); Haydn: Les Sept Dernieres Paroles du Christ; Transcriptions (Label, Naïve)
- 2012: Nuit Sacrée (Label, Naïve)
- 2012: Rachmaninow: Liturgie de Saint Jean Chrysostome; Vêpres (Label, Naïve)
- 2012: Strauss a cappella (Label, Naïve)
- 2014: Wolfgang Amadeus Mozart: Requiem (Accentus)
- 2015: Félicien-César David: Le Désert (Label, Naïve)
- 2015: Christoph Willibald Gluck: Orfeo ed Euridice (Deutsche Grammophon)
- 2017: Mozart: Krönungsmesse und Vesperae solennes de Confessore (Erato)
- 2017: Schubert: Nacht und Träume (Erato)
- 2018: Beethoven: 4. und 5. Klavierkonzert (Erato)
- 2019: Beethoven: Fantaisie chorale & Triple concerto (Erato)
- 2020: Mozart: Magic Mozart (Erato)
- 2021: Louise Farrenc: Symphonies 1 & 3 (Erato)